# Sander Dekker
Sander Dekker (ur. 9 lutego 1975 w Hadze) – holenderski polityk, nauczyciel akademicki i samorządowiec, w latach 2012–2017 sekretarz stanu ds. edukacji, kultury i nauki, od 2017 do 2022 minister bez teki.

## Życiorys
W latach 1993–1999 studiował administrację publiczną na Uniwersytecie w Lejdzie. Przez rok kształcił się również na studiach prawniczych. Od 1999 pracował jako nauczyciel akademicki na macierzystej uczelni. Zaangażował się w działalność polityczną w ramach Partii Ludowej na rzecz Wolności i Demokracji (VVD). W 2003 po raz pierwszy został wybrany do rady miejskiej w Hadze, w latach 2004–2006 przewodniczył frakcji radnych swojego ugrupowania. W latach 2006–2012 był członkiem zarządu miasta, odpowiadał najpierw za edukację, sprawy młodzieży i sport, a od 2010 za finanse i urbanizację.
W listopadzie 2012 z rekomendacji VVD został sekretarzem stanu ds. edukacji, kultury i nauki w drugim rządzie Marka Rutte. W wyborach w 2017 uzyskał mandat deputowanego do Tweede Kamer. W październiku 2017 trzecim gabinecie dotychczasowego premiera objął stanowisko ministra bez teki do spraw bezpieczeństwa publicznego. Zakończył urzędowanie w styczniu 2022.